# 4148 McCartney
4148 McCartney là một tiểu hành tinh vành đai chính được đặt tên theo thành viên cũ của The Beatles, Paul McCartney. Nó được phát hiện bởi Ted Bowell ngày 11 tháng 7 năm 1983.